# 한국어의 호칭 문제
한국어의 호칭 문제는 대한민국과 조선민주주의인민공화국, 또는 그 외의 국가나 지역에서 한국어를 호칭하는 것에 관한 문제이다. 중국어와 일본어에서 한국·조선어 호칭 문제이기도 하다. 사실상 경제면에서 2023년 시점에서 한국의 GDP는 약 1.6조달러, 북한의 GDP는 약 280억달러이며, 한국의 경제력은 북한의 약 54~57배이기 때문에 이러한 경제적 차이는 언어의 사용 빈도와 인지에도 영향을 미치고 있다.경제·문화적으로 북한보다는 한국의 영향력이 증가함에 따라 한국어(한어)라는 명칭이 일본과 한자 문화권에서 더 널리 사용되고 있다.
대한민국(한국)이 '조선어' 호칭은 조선민주주의인민공화국(북한)에 접근한 표현 또는 차별 표현으로 항의하고, 또 남측이 요구한 '한국어'에 대해 북측이 항의해 온 것이 발단이다. 

## 개요
제2차 세계대전까지는 조선어라는 명칭만 존재했었으나, 전후 1948년에 조선어를 공용어로 하는 대한민국(남한)과 조선민주주의인민공화국(북한)이 동시에 정부를 수립하면서 각국의 공용어를 다른 명칭으로 부르기 시작하였다는 데서 문제의 발단이 되었다.
남한에서의 한국어라는 명칭과 북한에서의 조선어라는 명칭은 공통적으로 한자어이며, 문자상으로는 일본어의 ‘韓国語’와 ‘朝鮮語’에 대응하기 때문에 일본에서 조선어라고 부르는 것은 정치적인 중립이 아니라는 의견이 주로 남한측에서 제기되어 문제시되었다.
현상으로써는 일본에서는 조선어라는 명칭이 언어학자 사이에 정착되어 있으나, 한반도에서 정식으로 일본과 외교관계를 맺은 유일한 국가가 남한이라는 사정도 있어서 한국어도 “남한에서 사용되는 조선어”라는 뜻의 일반용법으로 사용되고 있다. 실제로 현재 일본사회에서는 한국어라는 명칭이 정착되면서 조선어라고 부를 경우에 많은 일본어 화자는 북한을 연상하는 경우가 많다. 이 때문에 한국·조선어라고 병기하는 경우도 있으나 이것 또한 무엇을 먼저 우선하느냐(‘한국·조선어' 또는 ‘조선·한국어’)는 문제도 있어서 좀처럼 타개책을 수립하기가 어렵다. 호칭에 관한 논의는 현재도 계속되고 있다.
한편, 중화인민공화국(중국)에서는 1949년 건국 당시에는 북한을 한반도의 유일 정부로 승인하였기 때문에 조선어라는 명칭이 일반적으로 쓰였다. 지금까지도 중국의 조선족은 ‘朝鮮語文’(조선어문) 또는 ‘朝鮮語’(조선어)라는 교과명을 쓰고 있다. 그러나 1992년에 남한과 수교를 시작하면서부터 한국어라고 부르는 경우가 많아졌다. ‘韓語’(한어, 한위)라는 명칭을 쓰지 않는 이유는 ‘漢語’(한어, 한위)와 발음이 비슷하기 때문이다.
더욱이, 영어로는 'Korean', 프랑스어로는 ‘Coréen’ 등 고려의 명칭으로 호칭하기 때문에 한자문화권 외에서 위와 같은 문제는 발생하지 않는다. 이 때문에 최근 일본에서는 중립성을 지키기 위해 영어의 ‘Korean’을 차용하는 경우가 있다. 재일 한국인 또는 재일 조선인을 ’재일 코리안’이라고 부르거나, 일부 대학에서는 ‘코리아어’라고 부르는 것이 그 예이다.

## 유형

### 주요 유형

#### 한국어
1965년에 남한과 외교관계를 수립하면서 이후부터 남한이 한반도의 유일 정부로 인정한 일본에서는 남한과의 교류가 빈번해지고 있는 것에 따라 남한에서는 거의 쓰지 않는 ‘조선어’ 대신 ‘한국어’라는 표현의 사용이 늘었다. 이와 관련해서 교육기관에서도 교과명을 한국어라는 명칭을 채용하고 있다. 다만 한국어라는 명칭이 북한에서 사용되는 언어를 가리키는 경우는 거의 없고, 거의 남한에서 사용되는 언어를 지칭한다.

#### 조선어
북한과 일본에서는 언어가 쓰이는 지역을 역사적으로 ‘조선’반도라고 부르기 때문에 학계 또는 공문서에서 조선어라고 부르는 것이 관례이다. 학계 이외에서도 제2차 세계대전 이후 오랫동안 조선어라고 부르는 것이 일반적이었다. 일제강점기 이전의 조선어는 ‘이조어(李朝語)’ 또는 ‘중기 조선어(中期朝鮮語)’라고 부른다. 다만 조선어라는 명칭이 일반적으로 북한 언어를 지칭하고, 한국어라는 명칭은 남한에서 사용되는 언어를 가리키는 경우가 많아, 거의 남한에서 사용되는 언어를 지칭한다.

### 기타 유형

#### 한글
일본방송협회(NHK)가 어학 프로그램을 신설하려고 할 때, 재일본대한민국민단(이하 민단)이 ‘한국어’, 재일본조선인총련합회(이하 조총련)이 ‘조선어’라는 명칭을 사용할 것을 주장하여 서로 대립하였고, 타협의 산물로 문자명인 ‘한글’을 사용한 『안녕하십니까~한글 강좌~』라는 명칭을 사용하게 되었다.
한편으로 한글이라는 명칭의 사용이 잘못되었다는 주장도 존재한다. 언어명에 관한 정해진 규칙이 없이 습관적으로 민족명, 국명, 그 언어로 종족을 나타내는 단어(아이누어 등) 등에 ‘~어’를 붙여서 언어명을 짓는 관례에 지나지 않으며, ‘한글’에 대해서도 단지 문자명에 기원한 언어명에 관례가 없을 뿐이라는 것이다.
‘한글’이 중립적이라는 주장에 대한 반론으로, ‘한글’을 북한에서는 ‘조선글’이라고 호칭하기 때문에 이 표현은 남한에서만 쓰인다는 의견도 있다. 한글의 ‘한’이 ‘크다, 위대하다’라는 뜻 뿐만 아니라 ‘한(韓)’이라는 뜻도 있기 때문에 북한측이 조선글이라고 부르게 되었다는 것이다.

#### 한글어
‘한글’에서 파생한 ‘한글어’라는 표현도 어느 정도 정착되나, 위에서 서술한 대로 문자의 명칭 문제가 있기에 ‘한글어’라는 표현은 정확하게는 '잘못된 표현'이다.

#### 코리아어
남북 분단 이후 한국어와 조선어라는 명칭 분쟁을 피하기 위해 중립적인 언어명으로 영어명을 사용한 ‘코리아어’라는 표현이 일부에서 새로 쓰이고 있다. 일본에서는 1970년 후반 ‘코리아어학과’가 처음 대학에서 개설되어, 현재도 일부 대학에서 이 명칭이 쓰이고 있다. 또한 남한과 북한, 중국에 걸쳐 한글의 컴퓨터 처리의 표준화를 위해 1994년에 개설된 학회도 『코리안 컴퓨터처리 국제학술대회』라는 명칭을 쓰고 있다.

#### 고려어
중앙 아시아에서 거주하는 고려인은 이 언어를 ‘고려어’라고 부른다. ‘고려’라는 개념은 국가의 틀을 넘은 범 한민족인 뉘앙스를 띠고 있기 때문에 중립적인 명칭으로 고려어를 사용하자는 주장도 존재한다. 그러나 한반도에서의 한국어와 중앙 아시아에서의 고려어를 별개의 언어로 취급하는 경우도 있고, 또한 ‘고려어’는 고려 시대의 언어라는 뜻으로 쓰고 있어서 새로운 혼란이 발생할 우려도 있다.

#### 우리말
한국방송공사(KBS)의 국제방송 KBS 월드 라디오의 한국어(조선어) 명칭이나 재일 코리안이 사적으로 개설한 강좌에서는 ‘우리말’이라는 명칭이 쓰인다. 그러나 정식 교육기관에서는 ‘우리말어’라는 명칭은 사용하지 않는다. ‘우리말어’를 쓸 경우 ‘우리들의 말語’라는 중복되고 이상한 표현이 된다. 

## 같이 보기
- 한국어의 남북 간 차이
- 재일 한국어
- 중앙아시아 한국어